# اسلام‌پناه آبادی جدید
اسلام پناه آبادی جدید، روستایی است از توابع بخش مرکزی شهرستان ارومیه استان آذربایجان غربی ایران.

## جمعیت
این روستا در دهستان باش قلعه قرار داشته و بر اساس سرشماری سال ۱۳۸۵ جمعیّت آن ۱۶۹ نفر (۳۵ خانوار)
بوده‌است.